# John Maus
John Maus (Austin, 23 febbraio 1980) è un musicista statunitense.

## Biografia
John Maus (da non confondere con l'omonimo chitarrista dei Walker Brothers) è nato ad Austin, nel Minnesota, nel 1980. Tra la fine degli anni novanta e gli inizi del nuovo millennio pubblicò una serie uscite e iniziò gli studi presso l'Istituto delle arti della California, dove conobbe l'amico Ariel Pink. Il suo album in studio del 2006 Songs venne accolto negativamente, ma è considerato uno dei primi album di pop ipnagogico assieme a Love Is Real dell'anno seguente. Il suo album del 2011 We Must Become the Pitiless Censors of Ourselves ricevette giudizi più positivi e catturò l'attenzione di molti critici e specialisti. Vennero ben accolti anche Screen Memories del 2017 e Addendum del 2018.

## Discografia

### Album in studio
- 2006 – Songs
- 2007 – Love Is Real
- 2011 – We Must Become the Pitiless Censors of Ourselves
- 2017 – Screen Memories
- 2018 – Addendum

### Album compilation
- 2012 – A Collection of Rarities and Previously Unreleased Material